# Éruption de tornades des 10 et 11 décembre 2021 aux États-Unis
L’éruption de tornades des 10 et 11 décembre 2021 aux États-Unis est un ensemble d'au moins 66 tornades qui se sont formées sur le centre-est du pays. Un front froid très actif, traînant au sud-ouest d'une importante dépression passant sur les Grands Lacs, a traversé la région qui était recouverte d'une masse d'air instable et très humide pour la saison. Cette situation a favorisé la formation d'orages violents dans la vallée du Mississippi le 10 décembre. Un premier orage supercellulaire se forma dans l'est de l'Arkansas, puis traversa près de 400 kilomètres, occasionnant de nombreuses tornades dans le Tennessee, le Mississippi, le Missouri, le Kentucky, l'Illinois et l'Indiana. S'il avait été confirmé qu'il s'agissait d'une seule tornade par le National Weather Service, cela aurait dépassé l'événement du 18 mars 1925 appelé la « Tornade des trois États » en termes de longueur de trajectoire. Cependant, un rapport de l'organisme démontre qu'il s'agissait de plus d'une tornade dont la plus longue a parcouru 266,7 km.
D'autres tornades ont touché des parties de l'est du Missouri, du sud de l'Illinois, de l'ouest et du centre du Tennessee, ainsi que de l'ouest et du centre du Kentucky en fin de soirée jusqu'à la nuit suivante, y compris trois tornades intenses qui ont frappé Bowling Green (Kentucky), Edwardsville (Illinois) et Defiance (Missouri). Le matin du 11 décembre, ayant atteint le sud de l'Alabama, les lignes orageuses s'affaiblirent progressivement. Au moins 88 personnes ont été tuées par les tornades, dépassant en nombre la tornade de Vicksburg, Mississippi, du 5 décembre 1953 en tant qu'événement tornadique de décembre le plus meurtrier jamais enregistré aux États-Unis.

## Évolution météorologique

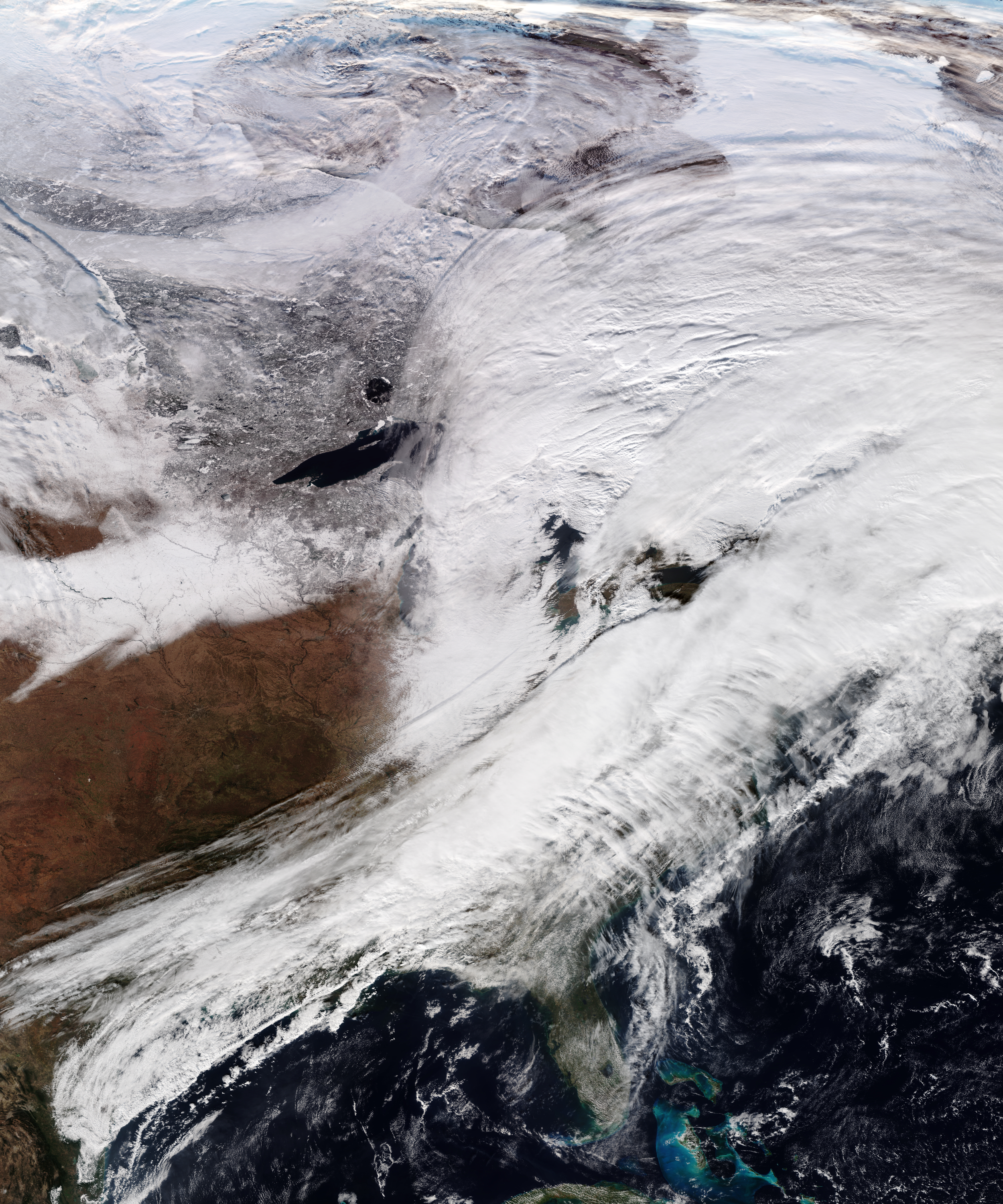
Image satellite du système synoptique qui a causé les tornades.

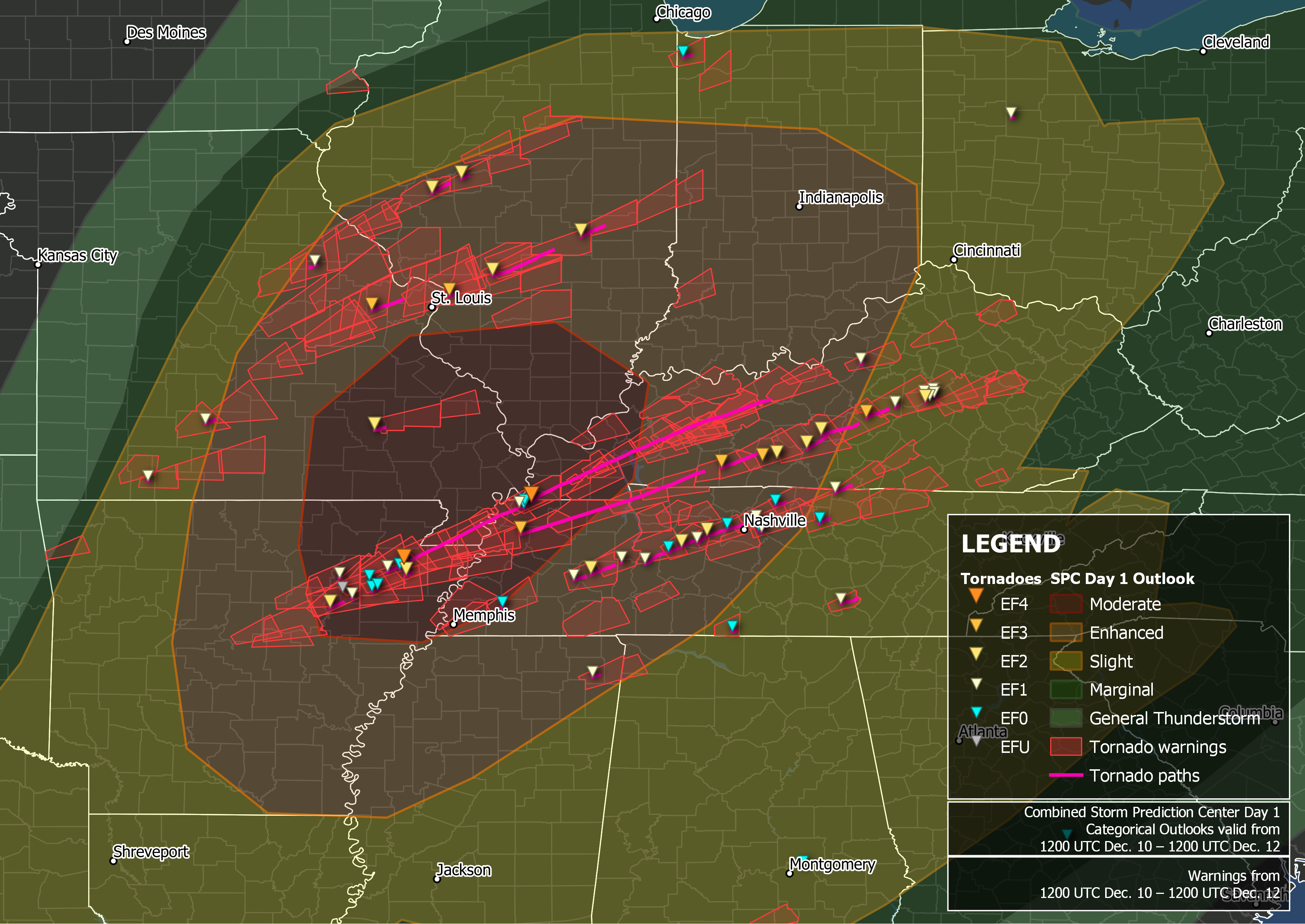
Zones d'alertes de tornade émises par le National Weather Service.

Le 8 décembre, le Storm Prediction Center (SPC) délimite une zone légèrement à risque, dans une grande partie de la vallée du Mississippi. Prévoyant un événement météorologique violent, les prévisionnistes ne peuvent alors pas encore définir l'étendue de l'instabilité. Le lendemain, le SPC prévoit des orages violents dans une zone s'étendant du sud-est de l'Arkansas au nord-est de l'Indiana.
Un creux barométrique se forme au centre des Grandes Plaines où une forte instabilité et humidité règne. Le matin du 10 décembre, le SPC étend la zone à risque du nord-est de l'Arkansas au sud de l'Illinois. Les prévisionnistes indiquent alors que les conditions atmosphériques pourraient favoriser le développement de supercellules orageuses durant la nuit, capables de produire de fortes tornades ayant une longue trajectoire.
Le 10 décembre à 15 h CST (21 h UTC), le SPC émet une première veille de tornade dans la zone la plus à risque, qui englobe le centre et l'est de l'Arkansas, l'ouest du Tennessee, le nord-ouest du Mississippi, le sud-est du Missouri, ainsi que le sud de l'Illinois et de l'Indiana. Les premiers orages apparaissent dans le centre du Missouri un peu plus d'une heure plus tard, évoluant vers le sud et le centre de l'Arkansas. Bien qu'assez faibles, ceux-ci s'organisent en supercellules à mesure qu'ils progressent vers l'est dans une atmosphère très humide et instable.
Un des orages à se transformer en supercellule progresse sur 400 km pendant plusieurs heures, de l'est de l'Arkansas au Kentucky, produisant plusieurs tornades intenses sur son passage. D'autres orages violents, dont certains comportent des supercellules, se développent dans la vallée du Mississippi, donnant d'autres tornades intenses,. Ils se sont fusionnés en une ligne de grain, s'étendant de l'est du Kentucky au sud de l'Alabama, qui s'affaiblit progressivement jusqu'à l'aube du 11 décembre,.
Tout au long de la nuit, le National Weather Service (NWS) émet 146 alertes de tornades, dans l'Arkansas, le Tennessee, le Missouri, le Mississippi, le Kentucky, l'Illinois et l'Indiana. Huit d'entre elles atteignent le plus haut degré d'alerte possible (Tornado emergency), un record depuis le 23 décembre 2015 (trois alertes avaient été émises),.

## Impact
La tempête hivernale associée au front froid a traversé le nord des États-Unis et le centre du Canada, laissant les premières accumulations de neige mesurables de la saison en Utah et jusqu'à 90 cm dans les montagnes du sud du Wyoming au Colorado. Au Minnesota et dans les Dakotas, certaines villes ont reçu plus de 30 cm de neige alors que Minneapolis-Saint Paul en compilait 53 cm, ce qui a paralysé la région.
Le système a aussi donné des rafales allant jusqu'à 95 km/h dans le Michigan et le nord de l'Indiana. Près de 200 000 clients se sont retrouvés sans électricité dans le Michigan à cause de la tempête tandis que plus de 7 000 clients ont été privés d'électricité dans le Wisconsin,. Les rafales, précédées de pluie verglaçante par endroits, ont atteint 100 km/h sur les lacs Érié et Ontario, le sud de l'Ontario, le sud et l'est du Québec. Plus de 375 000 clients ont perdu l'électricité au Québec et 280 000 en Ontario.
Les orages générés par le front froid lui-même ont causé des dommages indépendamment des tornades. Ainsi, les 10 et 11 décembre, le Storm Prediction Center a reçu plus de 24 signalements de grosse grêle et plus de 500 de dommages par des rafales descendantes du Midwest à l'Alabama,. Les vents ont renversé des arbres, des structures comme des toits et des poteaux électriques alors que la grêle causait des dommages aux maisons et véhicules. Ainsi, plus de 400 000 foyers et entreprises ont perdu l'électricité dans les huit États frappés par les orages, dont plus de 130 000 personnes au Tennessee, au moins 43 000 clients de Duke Energy et d'autres distributeurs en Indiana et plus de 80 000 au Kentucky,,,.

### Tornades
| État      | Morts | Comté       | Morts |
| --------- | ----- | ----------- | ----- |
| Arkansas  | 2     | Craighead   | 1     |
| Arkansas  | 2     | Mississippi | 1     |
| Illinois  | 6     | Madison     | 6     |
| Kentucky  | 74+   |             |       |
| Kentucky  | 74+   | Caldwell    | 4     |
| Kentucky  | 74+   | Franklin    | 1,    |
| Kentucky  | 74+   | Fulton      | 1     |
| Kentucky  | 74+   | Graves      | 21+,  |
| Kentucky  | 74+   | Hopkins     | 14,   |
| Kentucky  | 74+   | Lyon        | 1     |
| Kentucky  | 74+   | Marshall    | 1     |
| Kentucky  | 74+   | Muhlenberg  | 11+   |
| Kentucky  | 74+   | Taylor      | 1     |
| Kentucky  | 74+   | Warren      | 12    |
| Missouri  | 2     | St. Charles | 1     |
| Missouri  | 2     | Pemiscot    | 1     |
| Tennessee | 4     | Lake        | 2     |
| Tennessee | 4     | Obion       | 1     |
| Tennessee | 4     | Shelby      | 1     |
| Total     | 88+   |             |       |

Dans l'ensemble, huit États ont été touchés par les tornades, les dommages les plus importants se sont produits dans l'Arkansas, le Tennessee, le Missouri et le Kentucky. De nombreuses communautés ont vu leurs maisons particulièrement endommagées, certaines se sont effondrées et réduites en ruines. Les feuilles et les branches des arbres ont été complètement enlevées dans certaines régions, et un affouillement du sol s'est produit. La tornade la plus intense et de plus longue durée est celle qui détruisit une bonne partie de Mayfield et Dawson Springs au Kentucky. Elle a atteint l'intensité EF4 avec des vents estimés à 190 milles par heure (305,8 km/h) et a sévi sur une distance de 165,7 milles (266,7 km). Au moins 88 personnes ont été confirmées mortes après les tornades, dont plus de 74 dans le Kentucky.
| EF inconnu | EF0 | EF1 | EF2 | EF3 | EF4 | EF5 | Total |
| ---------- | --- | --- | --- | --- | --- | --- | ----- |
| 1          | 16  | 26  | 15  | 6   | 2   | 0   | 66    |

#### Arkansas

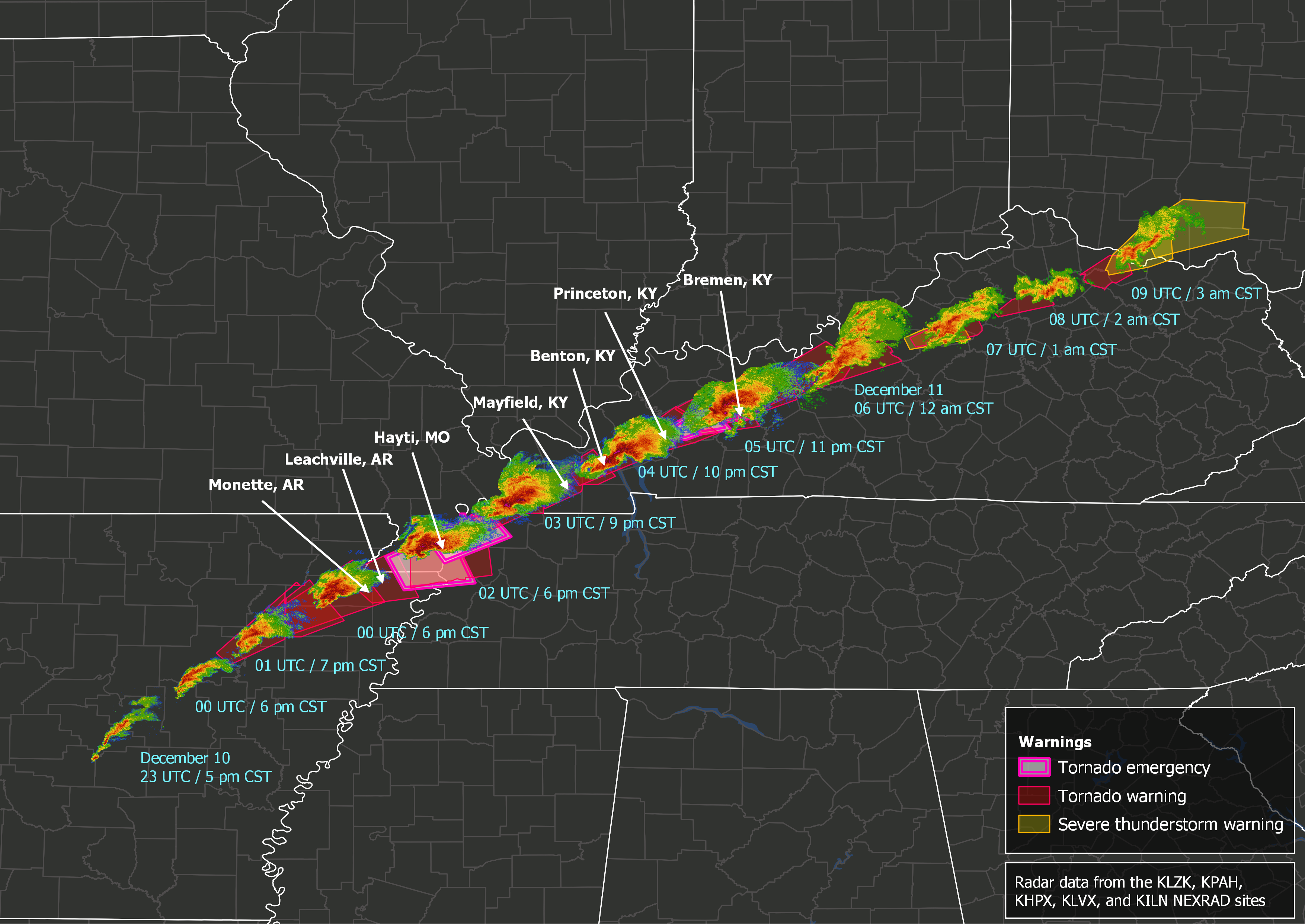
Collage des images radar de la supercellule de longue durée du 10 au 11 décembre.

La supercellule qui produisit plusieurs tornades dans quatre États a commencé à présenter une rotation en surface au sud-ouest de Searcy, Arkansas, vers 17 h 30 CST (23 h 30 UTC) le 10 décembre. À 17 h 51 CST, le bureau du National Weather Service à North Little Rock a émis la première alerte de tornade pour des sections des comtés de Jackson, Lawrence, White et Woodruff. L'une des premières tornades associées au système a touché l'ouest du comté de Poinsett, près de Weiner, vers 18 h 40 CST. Environ quinze minutes plus tard, des observateurs ont signalé une importante tornade près de Greenfield, déclenchant un alerte de tornade pour des parties des comtés de Poinsett, Craighead et Mississippi (y compris les zones au sud de Jonesboro).
La première tornade majeure de l'éruption a touché le nord-est du comté de Craighead, juste au nord-est de Lake City, à 19 h 8 CST (1 h 8 UTC). D'une largeur estimée de 800 yards (731,52 m), elle s'est dirigée vers le nord-est, atteignant Monette vers 19 h 23. Une maison de retraite a été touchée par la tornade, tuant une personne et piégeant 20 autres résidents et employés Cinq personnes ont aussi été grièvement blessées. Les routes 135 et 139 ont été fermées près de la ville en raison de la chute de lignes électriques La tornade a ensuite traversé le nord-ouest du comté de Mississippi, entrant dans la partie nord de Leachville à 19 h 30 CST. La tornade a causé des dommages importants à un magasin Dollar General, tuant une femme qui travaillait comme directrice adjointe du magasin. Elle a finalement traversé la frontière dans le Dunklin au Missouri 10 minutes plus tard,.
Une autre tornade développée à partir d'une supercellule, qui s'est formée le long de la ligne de grain se déplaçant dans le centre et l'est de l'Arkansas tard dans la soirée, a touché le comté de Poinsett, frappant la ville de Trumann peu après 21 h 10 CST. Des dégâts importants ont été signalés dans la ville dont le toit arraché du bâtiment du service d'incendie et une maison de soins infirmiers endommagée. Personne n'a cependant été blessé alors que le bâtiment avait été évacué avant que la tornade ne frappe. Une semi-remorque s'est renversée sur l'Interstate 555 au sud-ouest de Trumann à cause des rafales descendantes (non tornadiques) associées à la supercellule. Il a laissé échapper du gaz naturel sur l'autoroute ce qui en a entraîné sa fermeture pendant la majeure partie de la soirée.

#### Illinois

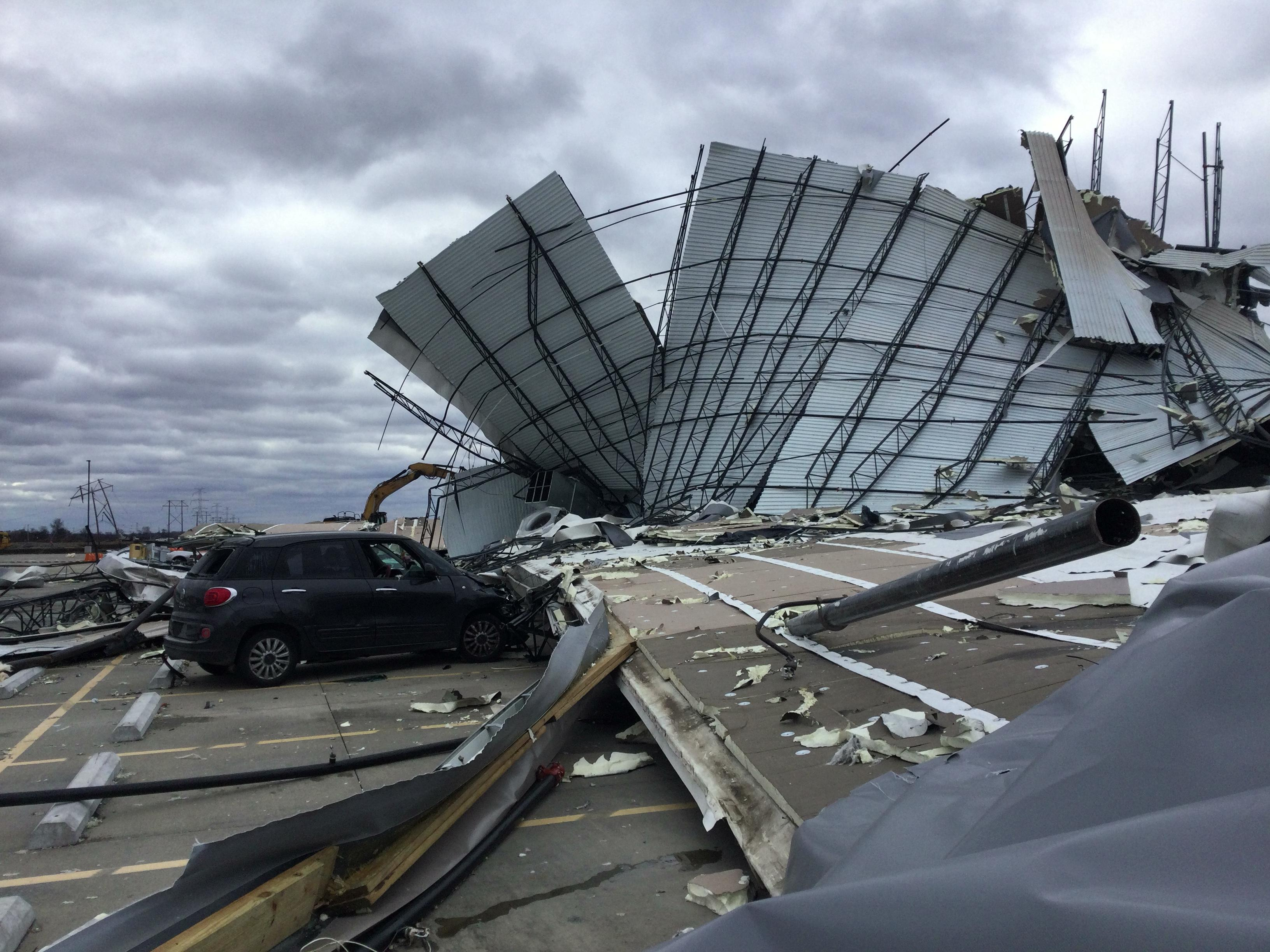
Dommages laissés par la tornade EF3 qui a touché l'entrepôt d'Amazon et des lignes à haute tension entre Pontoon Beach et Edwardsville.

Une tornade a touché le comté de Madison, juste au nord-ouest de l'intersection des autoroutes 255 et 270, à 20 h 28 le soir du 10 décembre. Elle a atteint une largeur de 270 m et une intensité de EF3 alors qu'elle se dirigeait vers le nord-est jusqu'à Edwardsville peu après 20 h 30. Selon la police de la ville, au moins six personnes sont mortes lors de l'effondrement partiel d'un entrepôt local d'Amazon où les travailleurs de nuit commençaient leurs quarts de travail et plusieurs employés assistaient à une fête de Noël. Des images par drones montraient un toit partiellement effondré et un intérieur éviscéré du bâtiment. La tornade a soufflé le toit du bâtiment et un mur de 100 pieds (30,5 m) s'est également effondré.
Entre 50 et 100 personnes ont également été piégées dans les zones intactes de l'entrepôt. Environ 30 personnes ont été amenées au poste de police de Pontoon Beach dans un bus pour une évaluation plus approfondie et une personne a été transportée par hélicoptère à un hôpital voisin,.

#### Kentucky
Le gouverneur du Kentucky, Andy Beshear, a déclaré que le nombre de morts pourrait atteindre plus de 100 dans tout l'État à la suite du passage de tornades. Les pannes de courant causées par les orages ont conduit le bureau de Paducah du National Weather Service à transférer temporairement ses responsabilités d'avertissement au bureau de Springfield (Missouri),. Les stations de radiométéo de la NOAA exploitées par le bureau de Paducah ont aussi temporairement cessé d'émettre dans certaines parties de l'État au plus fort des événements. Les tornades les plus significatives sont décrites ci-dessous.

##### Tornade de Mayfield-Dawson Spring-Bremen

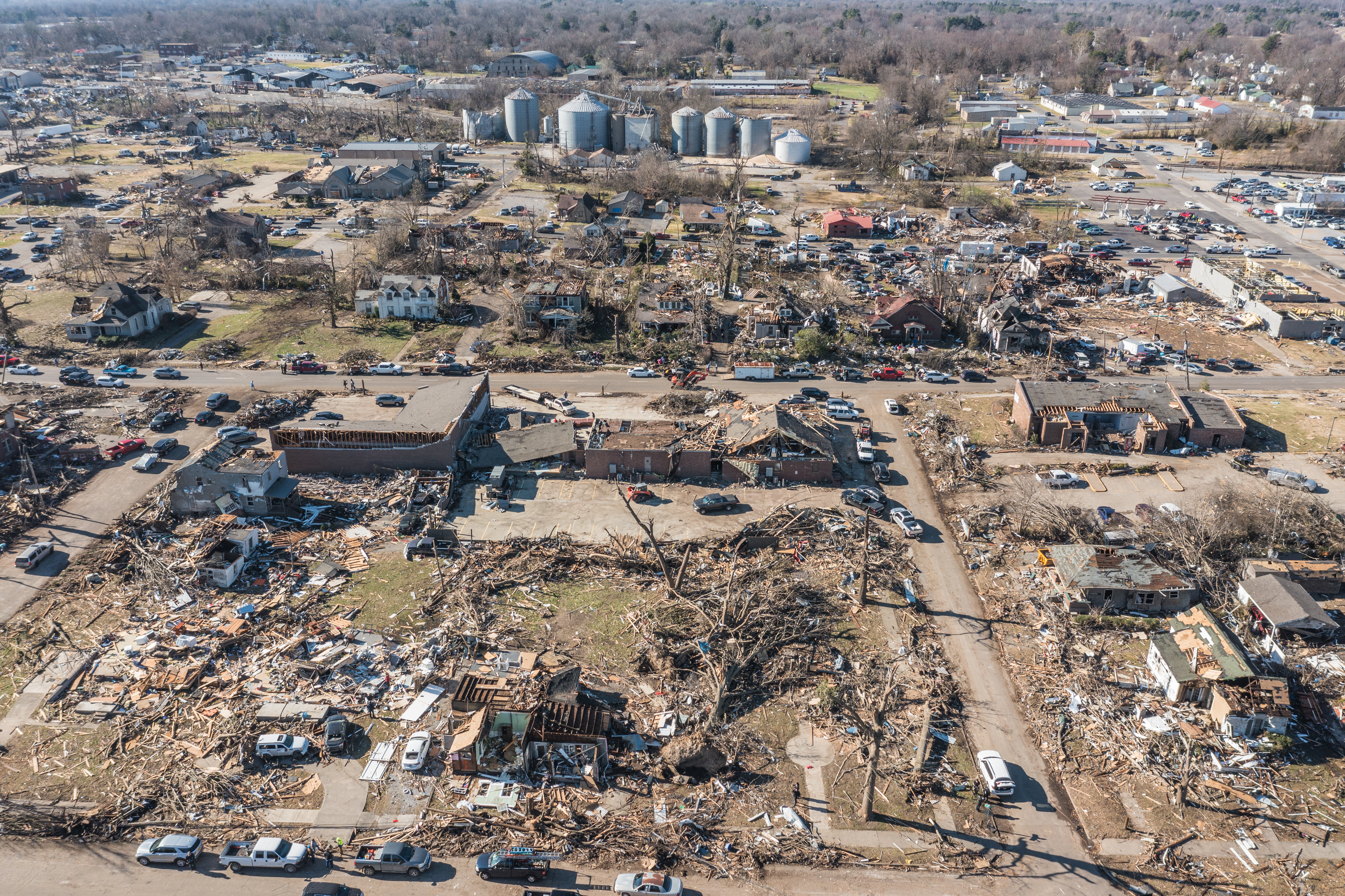
Vue aérienne de certains dégâts à Mayfield.

La tornade qui a touché le nord-est de l'Arkansas, et frappé Monette, s'est dissipée dans le comté d'Obion au Tennessee mais sa supercellule-mère a continué et traversé au Kentucky. Elle a alors développé une nouvelle tornade de longue trajectoire près de la communauté de State Line vers 20 h 55 CST (2 h 55 UTC). Celle-ci a frappé Cayce vers 21 h et s'est déplacée vers le nord-est à travers les communautés rurales des comtés de Fulton et Hickman,. Se déplaçant à 97 km/h parallèlement à l'Interstate 69 et la route 45 dans le comté de Graves, la tornade a ensuite frappé Mayfield à 21 h 25 CST à l'intensité de EF4. Une minute plus tard, le bureau du National Weather Service à Paducah a émis une alerte d'urgence de tornade pour Mayfield. L'analyse radar a indiqué que la tornade avait soulevé des débris jusqu'à 9 100 m dans les airs alors qu'elle traversait le nord-est de la ville. L'un de ces débris, une photographie de 1942 provenant de Dawson Springs détruit 75 %, s'est retrouvé à près de 210 km de là à New Albany (Indiana).

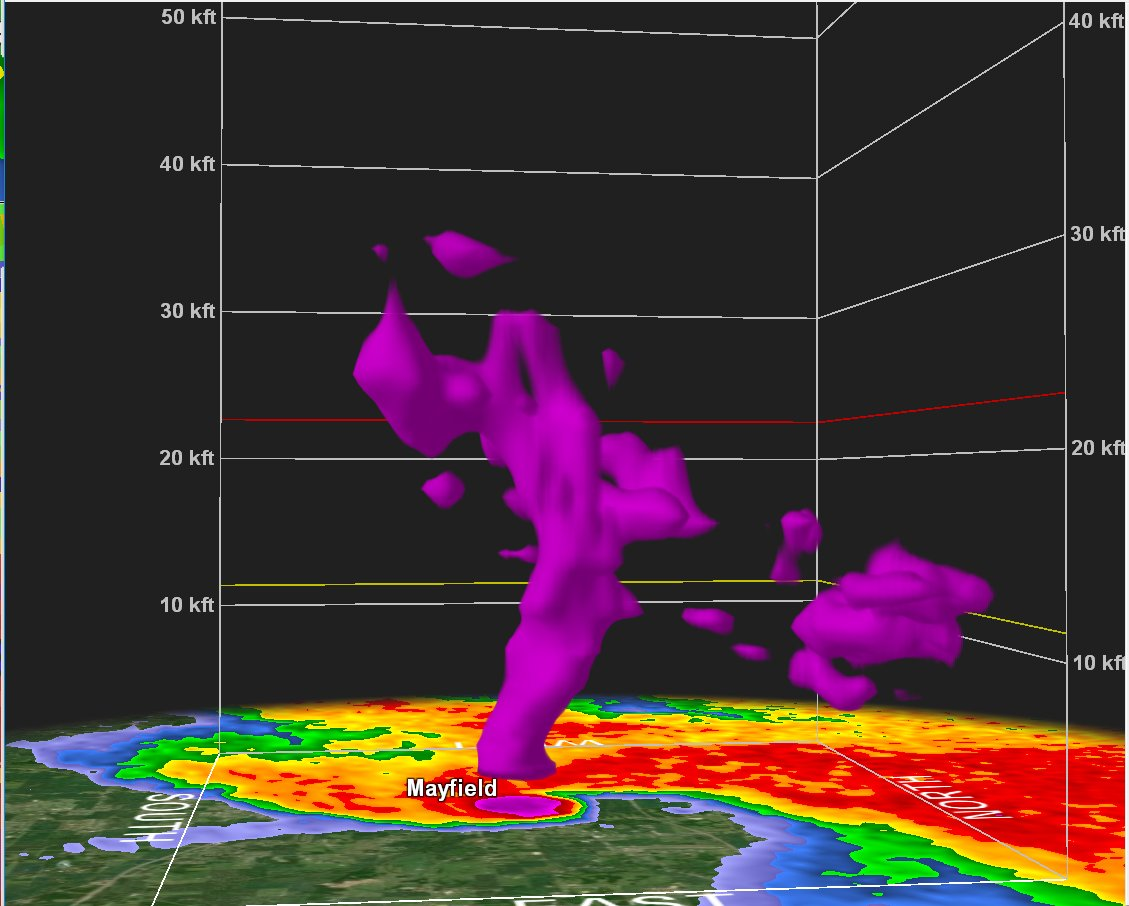
Simulation 3D radar de la tornade de Mayfield.

La plupart des structures de Mayfield ont été lourdement endommagées ou détruites. Des dommages sérieux se sont produits à plusieurs structures dans le district commercial du centre-ville, y compris l'hôtel de ville. Le palais de justice du comté de Graves a subi d'importants dommages au toit, la tour de l'horloge a été arrachée et certains des murs extérieurs de l'étage supérieur ont été renversés. La caserne des pompiers et le poste de police de la ville ont également été détruits. Le centre d'opérations d'urgence de la ville a perdu la capacité de transmettre des communications radio. Environ 110 personnes furent piégées dans l'usine de bougies de Mayfield Consumer Products lorsque la tornade a frappé l'installation. Dans la soirée du 12 décembre, les autorités municipales ont déclaré que huit personnes y étaient décédées et que huit autres étaient toujours portées disparues.
À Bremen, dans le comté de Muhlenberg, le nombre de morts s'élevait à 12, avec des victimes âgées de 5 mois à 75 ans. Parmi les décès figurait le juge de district Brian Crick qui représentait les comtés de Muhlenberg et McLean. La nouvelle fut confirmée dans une déclaration de la Cour suprême du Kentucky. Plusieurs résidents ont subi des blessures qui ont nécessité des soins médicaux. Un grand nombre d'arbres sont tombés et de nombreuses maisons ont été détruites.

##### Tornades de Bowling Green

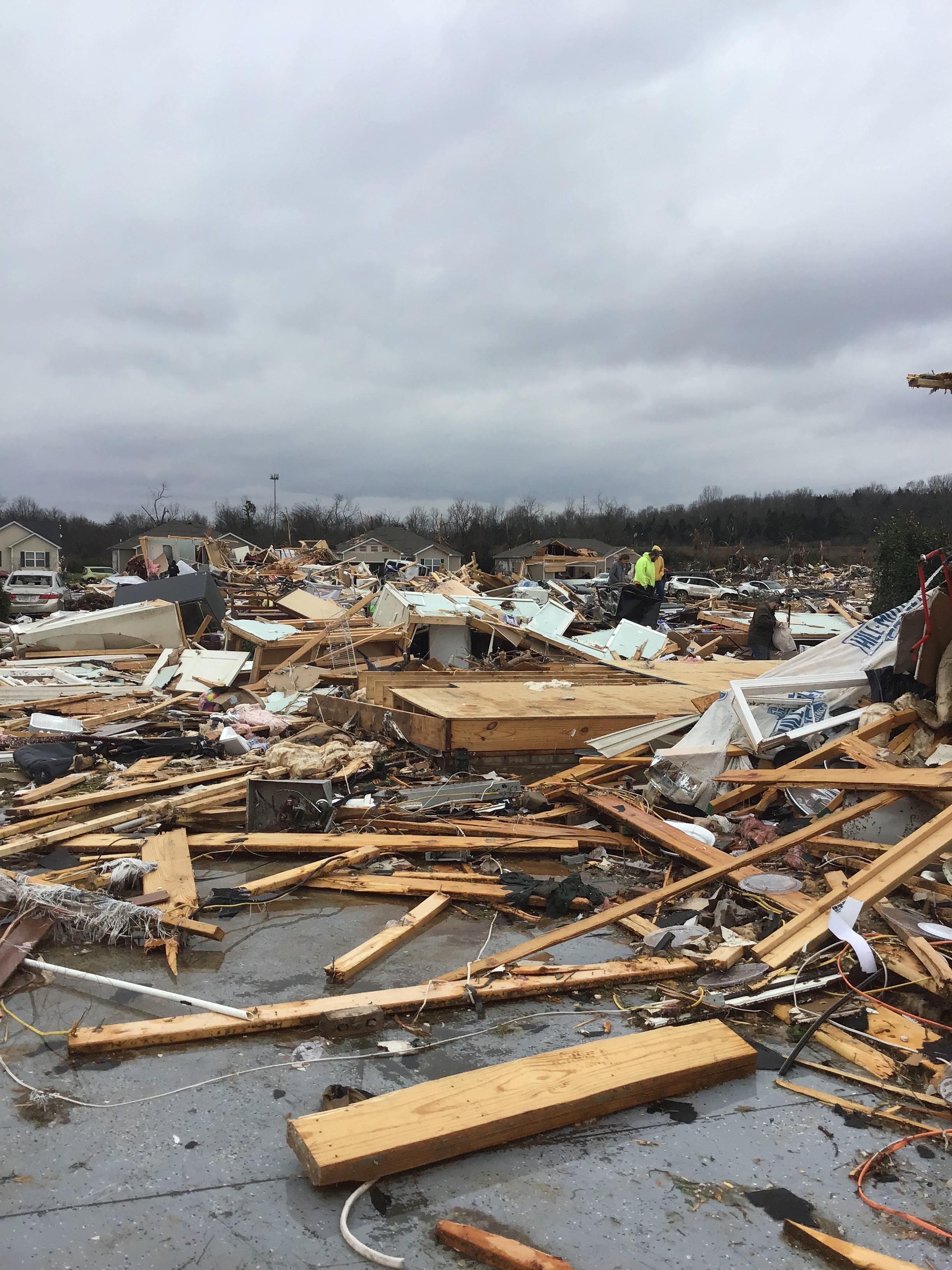
Dommages avec la tornade de Bowling Green.

Une autre tornade a touché le sol près de Bowling Green et s'est approchée du centre-ville vers 1 h 19 locale le 11 décembre. Cette EF3 s'est développée sur le bord arrière d'une supercellule essaimé d'une ligne d'orages violents sur l'ouest du Tennessee tard dans la soirée du 10. L'arrivée nocturne de la tornade a été remarquée en direct quand la caméra de reportage d'une station de télévision pointée vers la ville a capturé une panne de courant générale alors que plusieurs lignes électriques étaient arrachées. D'importants dégâts ont été signalés et au moins 11 décès ont été signalés dans la région à proximité du comté de Warren selon les médias, en plus d'un nombre inconnu de blessés. Les complexes d'appartements et les usines du côté ouest de la ville ont subi les dommages les plus graves,.
Une deuxième tornade de force EF2 s'est formée dans la partie sud-est de Bowling Green avant de se déplacer vers le nord-est dans la région de Plum Springs, croisant le chemin de la première tornade. Cette tornade a détruit et déraciné de nombreux arbres et détruit trois granges.

#### Missouri
Une tornade EF3, presque EF4, s'est développée près de la route 94, au nord-ouest d'Augusta à 19 h 35 CST. Elle s'est dirigée vers le nord-est à travers les comtés de St. Charles et de St. Louis sur 34 km et un corridor atteignant une largeur maximale de 91 m. La tornade a causé d'importants dégâts à Defiance. Dans le comté de St. Charles, une femme de 84 ans est décédée et trois autres personnes ont été blessées, dont une grièvement, en raison de l'effondrement de bâtiments. Les employés du bureau de St. Louis du National Weather Service, situé dans le comté de St. Charles, ont été contraints de se mettre à l'abri et de transférer temporairement les opérations à un autre bureau alors que la tornade est passée près de l'installation.

#### Tennessee
Trois décès (deux dans le comté d'Obion et un dans le comté de Lake) ont été confirmés par des responsables de la gestion des urgences du comté d'Obion et de l'agence de gestion des urgences du Tennessee. Une quatrième personne est morte dans le comté de Shelby. Plus de 130 000 personnes ont été privées de courant dans l'État.
Une tornade intense et de longue trajectoire a touché d'abord Newbern dans le comté de Dyer à 22 h 32 CST et s'est déplacée vers le nord-est à travers la ville, avec une intensité EF1, où plusieurs maisons ont subi d'importants dommages au toit et des arbres ont été cassés ou déracinés. Se déplaçant ensuite vers le nord-est, la tornade a traversé le comté de Gibson et a frappé Kenton, où des dommages importants ont été signalés. Elle a ensuite coupé le sud-est du comté d'Obion avant d'entrer dans le comté de Weakley.
Après être passée au nord de Sharon, la tornade a atteint l'intensité EF3 et a causé de graves dommages au centre-ville de Dresden, avec de nombreuses maisons détruites et une personne blessée. La tornade s'est ensuite déplacée dans le comté de Henry à l'intensité EF3, détruisant une maison mobile et la projetant de l'autre côté de la rue. Elle a ensuite détruit plusieurs bâtisses et arraché tout sur son passage qui s'est étiré sur 115 km jusqu'au lac Kentucky.
La tornade a touché ensuite l'extrême sud-est du comté de Calloway dans le Kentucky avant de revenir au Tennessee, toujours à l'intensité EF2. Des dommages structurels et trois blessés ont été signalés dans le comté de Stewart sur 35 km avant que la tornade ne traverse au Kentucky pour la deuxième fois, y passant sur Lafayette et à Pembroke dans le comté de Christian.

## Aide
Le 11 décembre, le président américain Joe Biden a approuvé une déclaration fédérale d'urgence pour l'État du Kentucky. Le lendemain, il a approuvé une déclaration de catastrophe majeure pour le Kentucky et a également déclaré qu'il approuverait les déclarations d'urgence pour d'autres États s'ils les soumettaient,. Celles-ci ont finalement été soumises par le Tennessee et l'Illinois le 13 décembre.
Le 14 décembre, neuf comtés du Tennessee ont reçu une aide fédérale d'urgence en raison des dommages causés par les tornades. Le 11 décembre, le gouverneur Beshear a déclaré l'état d'urgence pour certaines parties de l'ouest du Kentucky, annoncé la création d'un fonds de secours en cas de tornades et a demandé aux gens de donner du sang.
Plusieurs groupes d'aide aux sinistrés et humanitaires, tels que la Croix-Rouge américaine, l'Armée du Salut, les Services communautaires adventistes et Vision mondiale se sont mis à l'œuvre. Ils collectent des dons et se rendent ou expédient des articles de secours dans les zones touchées pour fournir de l'aide. Au moins 1 000 familles se sont retrouvées sans abri ou ont vu leurs propriétés gravement endommagées. Les parcs d'État du Kentucky ont fourni un logement gratuit à ceux qui ne pouvaient pas rentrer chez eux. Jusqu'à 450 membres de la Garde nationale ont été activés pour aider à la récupération dans le Kentucky. Plusieurs pompiers volontaire du canton de Crescent en Pennsylvanie prévoyaient de se rendre à Mayfield dès le 21 décembre pour aider au nettoyage et en apportant des fournitures données.

## Controverses

### Mayfield
Plusieurs travailleurs de l'usine de bougies de Mayfield Consumer Products qui a été détruite lorsque la tornade qui a touché Mayfield au Kentucky, ont allégué que les superviseurs leur avaient dit qu'ils seraient licenciés s'ils quittaient leur poste alors qu'une alerte était en vigueur pour la ville. Le porte-parole de l'entreprise a nié les allégations.
Le 17 décembre, il a été publié que plusieurs travailleurs (un seul a été nommé par crainte de représailles) ont déposé un recours collectif contre l'entreprise. La poursuite alléguait que l'entreprise connaissait les avertissements du NWS en vigueur jusqu'à trois heures et demie avant les événements et aurait pu pour permettre aux employés de partir avant que la tornade ne frappe l'usine, ce qui démontrait une indifférence flagrante aux droits des travailleurs.
Il a ensuite été révélé que l'usine avait commis 12 violations aux normes fédérales de sécurité OSHA en 2019 pour lesquelles elle a été contrainte de payer une amende de 9 810 $US. Les violations spécifiques comprenaient une à propos du plan d'urgence en cas de catastrophe, une autre à propos d'avoir des personnes capables d'effectuer les premiers soins et une dernière à propos des fournitures à entreposer pour ces cas. OSHA enquête sur place à propos de la plainte.

### Edwardsville
Le 11 décembre, le fondateur et président exécutif d'Amazon, Jeff Bezos, a publié une déclaration sur Twitter offrant ses condoléances et l'aide de la compagnie suivant la destruction de l'entrepôt d'Edwardsville, Illinois. Bezos a été critiqué sur les réseaux sociaux pour avoir répondu à la tragédie environ 23 heures après la destruction et pour avoir assisté au troisième lancement prévu du véhicule suborbital New Shepard  4 ce matin-là au lieu de se rendre sur les lieux de la tragédie,. OSHA enquêta sur les décès à l'entrepôt qui n'a enregistré aucune violation antérieure,.
Une livreuse d'Amazon à Edwardsville a été informé qu'elle serait licenciée par son superviseur si elle retournait à la base lorsque les sirènes de tornade se sont déclenchées. Elle avait mentionné précédemment que des avertissements de tornade avaient été émis 32 minutes auparavant. Le superviseur a attendu qu'Amazon les contacte pour la procédure à suivre qui se résumait à s'abriter sur place. Un porte-parole d'Amazon a déclaré plus tard que le superviseur n'avait pas suivi les protocoles de sécurité standard, déclarant spécifiquement que le superviseur aurait dû dire au chauffeur de revenir en entendant les sirènes de tornade et qu'il n'aurait pas dû menacer l'emploi du chauffeur,.
Une employée d'Amazon de près de Campbellsville, dans le Kentucky, n'a pu rejoindre son poste pour son quart de travail en raison des efforts de recherche et de sauvetage, ainsi que des débris, causés par une tornade EF3 dans le comté de Taylor. Lorsqu'elle a tenté d'informer le service des ressources humaines du problème, on lui a dit qu'ils n'avaient aucune tornade au Kentucky à leur connaissance et l'a pénalisée. Ce n'est que lorsqu'elle a tweeté en réponse au chef de la vente au détail d'Amazon plus tard dans la journée que le problème a été résolu mais son tweet est devenu viral.